# Gamarús ratllat
El gamarús ratllat o gamarús nord-americà (Strix varia) és una espècie d'ocell de la família dels estrígids (Strigidae). El seu hàbitat s'estén des dels boscos del Canadà, l'est dels Estats Units i al sud fins a Centreamèrica; en anys recents s'ha escampat cap a l'oest dels Estats Units. El seu estat de conservació es considera de risc mínim.
Es considera un gamarús de gran grandària.